# Алжирская пустыня

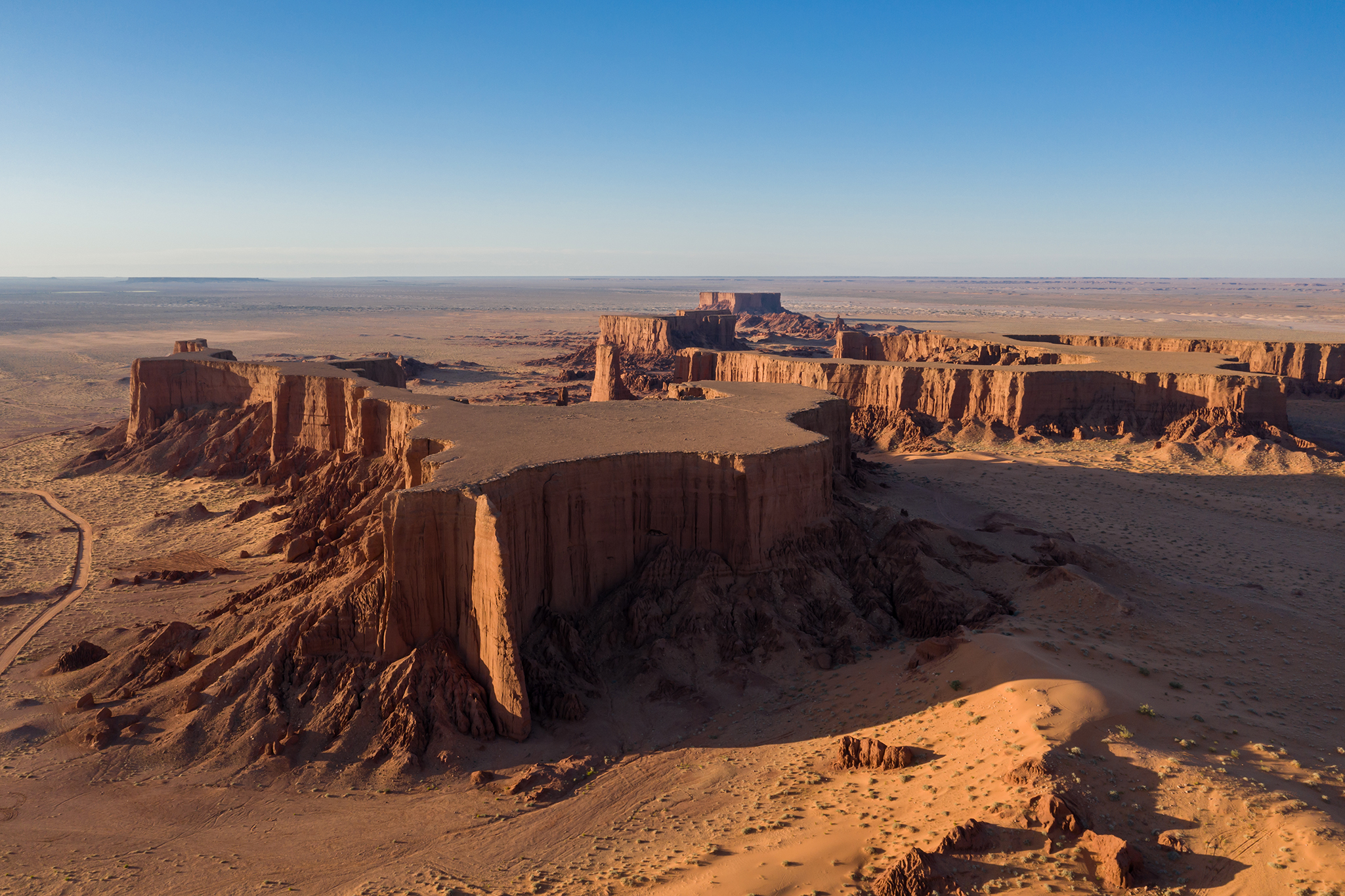
El Gour

Алжирская пустыня (араб. الصحراء الجزائرية‎, берб. ⵜⵉⵏⵉⵜⵉ ⵏ ⵍⴷⵣⴰⵢⴻⵔ) — пустыня, расположенная на севере Африки, и являющаяся частью пустыни Сахара. Занимает 80 % территории Алжира.
Площадь Алжирской пустыни — 3 500 000 км².
Эта территория вызывает большой интерес у археологов. В 1982 году ЮНЕСКО включила её в список мирового наследия «World Heritage List».